# Herbert Luidolt
Herbert Luidolt (* 7. Februar 1959 in Aigen im Ennstal) ist österreichischer Bogenschütze. Er stellte mit dem Compoundbogen 2010 zwei Weltrekorde auf. Luidolt lebt in Deutschland. 

## Werdegang
Herbert Luidolt ist seit 1986 Bogenschütze und seit 2005 auf Meisterschaften vertreten. Er nahm seit 2005 an 26 deutschen Meisterschaften in den Disziplinen Halle, FITA, Feldbogen und 3D teil und wurde wiederholt Landesmeister bei FITA, auf dem Feld und in der Hallendisziplin. 2010 stellte Luidolt zwei Weltrekorde auf und belegte den 4. Platz bei der Weltmeisterschaft im Feldbogen in Dahn. 2012 wurde er Deutscher Meister.

## Sportliche Erfolge (Auswahl)
- 2008 Gewinner des 5 Nation Europa Feldbogenturnier in Belgien
- 2008 Deutscher Vizemeister Feldbogen DSB 2008 in Mittenwald
- 2009 Gewinner der 5 Nations Feldbogen in Esch/Luxemburg
- 2010 Deutscher Vizemeister Feldbogen DSB in Magstadt
- 2010 Gewinner der 5 Nations Feldbogenserie Masterklasse Compound
- 2010 Weltmeisterschaft (WFAC) IFAA in Dahn: 4. Platz und bester europäischer Teilnehmer[3]
- 2010 Gewinner des goldenen Arrowhead in Esch/Luxemburg
- 2011 3. Platz Deutsche Meisterschaft. Olympische Runde in Nürnberg Feucht
- 2012 Deutscher Meister Feldbogen in Celle
- 2012 Deutscher Vizemeister. Olympische Runde Hohenhameln[4]
- 2013 Deutscher Vizemeister Feldbogen DSB in Mittenwald
- 2014 Deutscher Vizemeister. Olympische Runde DSB in Zeven
- 2007 bis 2017 insgesamt 26 Teilnahmen an der internationalen Feldbogen-Profiserie "Pro Archery Series"